# Унтершванинген
Унтершванинген (њем. Unterschwaningen) општина је у њемачкој савезној држави Баварска. Једно је од 58 општинских средишта округа Ансбах. Према процјени из 2010. у општини је живјело 873 становника. Посједује регионалну шифру (AGS) 9571208.

## Географски и демографски подаци
Унтершванинген се налази у савезној држави Баварска у округу Ансбах. Општина се налази на надморској висини од 442 метра. Површина општине износи 18,6 km². У самом мјесту је, према процјени из 2010. године, живјело 873 становника. Просјечна густина становништва износи 47 становника/km².